# Le Vernet (Haute-Loire)
Pour les articles homonymes, voir Le Vernet.
Le Vernet est une commune française située dans le département de la Haute-Loire en région Auvergne-Rhône-Alpes.

## Géographie

### Localisation
La commune du Vernet se trouve dans le département de la Haute-Loire, en région Auvergne-Rhône-Alpes, entre Monistrol-d'Allier et Siaugues-Sainte-Marie.
Elle se situe à 44 km par la route du Puy-en-Velay, préfecture du département, et à 29 km de Saint-Paulien, bureau centralisateur du canton de Saint-Paulien dont dépend la commune depuis 2015 pour les élections départementales.
Les communes les plus proches sont : 
Saint-Bérain (3,1 km), Saint-Jean-de-Nay (4,1 km), Vergezac (4,3 km), Saint-Privat-d'Allier (5,2 km), Prades (6,3 km), Chaspuzac (7,0 km), Saint-Julien-des-Chazes (7,1 km), Siaugues-Sainte-Marie (7,1 km).
| Siaugues-Sainte-Marie |                       | Saint-Jean-de-Nay |
| Saint-Bérain          | Vernet                |                   |
|                       | Saint-Privat-d'Allier |                   |

### Climat
Pour des articles plus généraux, voir Climat d'Auvergne-Rhône-Alpes et Climat de la Haute-Loire.
En 2010, le climat de la commune est de type climat des marges montargnardes, selon une étude du Centre national de la recherche scientifique s'appuyant sur une série de données couvrant la période 1971-2000. En 2020, Météo-France publie une typologie des climats de la France métropolitaine dans laquelle la commune est exposée à un climat de montagne ou de marges de montagne et est dans la région climatique Sud-est du Massif Central, caractérisée par une pluviométrie annuelle de 1 000 à 1 500 mm, minimale en été, maximale en automne.
Pour la période 1971-2000, la température annuelle moyenne est de 7,8 °C, avec une amplitude thermique annuelle de 15,8 °C. Le cumul annuel moyen de précipitations est de 902 mm, avec 9,8 jours de précipitations en janvier et 6,9 jours en juillet. Pour la période 1991-2020, la température moyenne annuelle observée sur la station météorologique de Météo-France la plus proche, « Le Puy-Loudes », sur la commune de Chaspuzac à 7 km à vol d'oiseau, est de 9,1 °C et le cumul annuel moyen de précipitations est de 682,4 mm,. Pour l'avenir, les paramètres climatiques de la commune estimés pour 2050 selon différents scénarios d'émission de gaz à effet de serre sont consultables sur un site dédié publié par Météo-France en novembre 2022.

### Géologie et relief
La commune est située à une altitude comprise entre 1 070 à 1 300 mètres, dans le massif du Devès, un plateau basaltique du Velay.

## Urbanisme

### Typologie
Au 1er janvier 2024, Le Vernet est catégorisée commune rurale à habitat très dispersé, selon la nouvelle grille communale de densité à sept niveaux définie par l'Insee en 2022.
Elle est située hors unité urbaine. Par ailleurs la commune fait partie de l'aire d'attraction du Puy-en-Velay, dont elle est une commune de la couronne,. Cette aire, qui regroupe 59 communes, est catégorisée dans les aires de 50 000 à moins de 200 000 habitants,.

### Occupation des sols
L'occupation des sols de la commune, telle qu'elle ressort de la base de données européenne d’occupation biophysique des sols Corine Land Cover (CLC), est marquée par l'importance des territoires agricoles (68,5 % en 2018), une proportion identique à celle de 1990 (68,5 %). La répartition détaillée en 2018 est la suivante : 
terres arables (34,9 %), forêts (31,5 %), prairies (28,9 %), zones agricoles hétérogènes (4,6 %). L'évolution de l’occupation des sols de la commune et de ses infrastructures peut être observée sur les différentes représentations cartographiques du territoire : la carte de Cassini (XVIIIe siècle), la carte d'état-major (1820-1866) et les cartes ou photos aériennes de l'IGN pour la période actuelle (1950 à aujourd'hui).

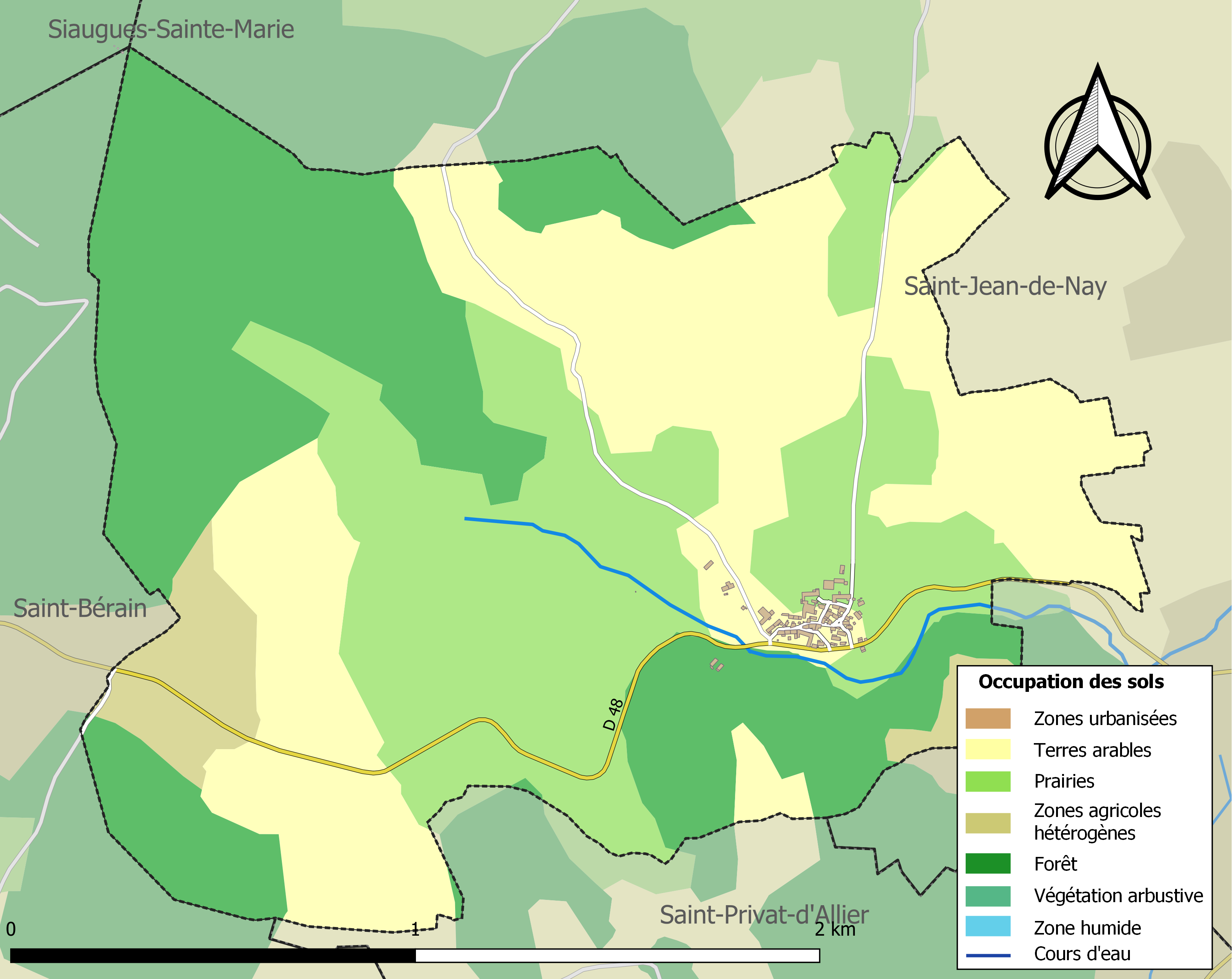
Carte des infrastructures et de l'occupation des sols de la commune en 2018 (CLC).

### Habitat et logement
En 2018, le nombre total de logements dans la commune était de 38, alors qu'il était de 40 en 2013 et de 40 en 2008.
Parmi ces logements, 34,9 % étaient des résidences principales, 52,1 % des résidences secondaires et 13 % des logements vacants. Ces logements étaient pour 100 % d'entre eux des maisons individuelles et pour 0 % des appartements.
Le tableau ci-dessous présente la typologie des logements au Le Vernet en 2018 en comparaison avec celle de la Haute-Loire et de la France entière. Une caractéristique marquante du parc de logements est ainsi une proportion de résidences secondaires et logements occasionnels (52,1 %) supérieure à celle du département (16,1 %) et à celle de la France entière (9,7 %). Concernant le statut d'occupation de ces logements, 85,7 % des habitants de la commune sont propriétaires de leur logement (90,9 % en 2013), contre 70 % pour la Haute-Loire et 57,5 pour la France entière.
| Typologie                                               | Le Vernet | Haute-Loire | France entière |
| ------------------------------------------------------- | --------- | ----------- | -------------- |
| Résidences principales (en %)                           | 34,9      | 71,5        | 82,1           |
| Résidences secondaires et logements occasionnels (en %) | 52,1      | 16,1        | 9,7            |
| Logements vacants (en %)                                | 13        | 12,4        | 8,2            |

## Toponymie
Les formes anciennes sont El Vernet, vers 1170, Grangia de Verneto quæ est hospitalis B. M. Aniciensis en 1244.
Le Vernet dérive du gaulois verna, « aulne » (lui-même formé sur une racine pré-celtique vara, « eau »), suivi du suffixe collectif -etum ou -etam, « lieu occupé par - ». Il désigne un bois de vernes, d'aulnes, une aulnaie.

## Histoire
En 1789, Le Vernet faisait partie de la paroisse de Saint-Jean-de-Nayé et était inclus dans la province d'Auvergne, sous l'élection de Brioude, la subdélégation de Langeac, et dépendait de la juridiction de Riom.
Une succursale fut établie le 12 mars 1826.

## Politique et administration

### Découpage territorial
La commune du Vernet est membre de la communauté d'agglomération du Puy-en-Velay, un établissement public de coopération intercommunale (EPCI) à fiscalité propre créé le 26 décembre 2016 dont le siège est à Le Puy-en-Velay. Ce dernier est par ailleurs membre d'autres groupements intercommunaux.
Sur le plan administratif, elle est rattachée à l'arrondissement du Puy-en-Velay, au département de la Haute-Loire, en tant que circonscription administrative de l'État, et à la région Auvergne-Rhône-Alpes.
Sur le plan électoral, elle dépend du canton de Saint-Paulien pour l'élection des conseillers départementaux, depuis le redécoupage cantonal de 2014 entré en vigueur en 2015, et de la deuxième circonscription de la Haute-Loire   pour les élections législatives, depuis le redécoupage électoral de 1986.

### Liste des maires
| Période                                  | Période  | Identité          | Étiquette | Qualité |
| ---------------------------------------- | -------- | ----------------- | --------- | ------- |
| Les données manquantes sont à compléter. |          |                   |           |         |
| 1977                                     | 2014     | Christian Bouchit | DVD       |         |
| 2014                                     | En cours | Alain Lioutaud    |           |         |

## Population et société

### Évolution démographique

#### Évolution démographique
L'évolution du nombre d'habitants est connue à travers les recensements de la population effectués dans la commune depuis 1793. Pour les communes de moins de 10 000 habitants, une enquête de recensement portant sur toute la population est réalisée tous les cinq ans, les populations de référence des années intermédiaires étant quant à elles estimées par interpolation ou extrapolation. Pour la commune, le premier recensement exhaustif entrant dans le cadre du nouveau dispositif a été réalisé en 2007.

En 2022, la commune comptait 22 habitants, en évolution de −4,35 % par rapport à 2016 (Haute-Loire : +0,36 %, France hors Mayotte : +2,11 %).
| 1793 | 1800 | 1806 | 1821 | 1831 | 1836 | 1841 | 1846 | 1851 |
| ---- | ---- | ---- | ---- | ---- | ---- | ---- | ---- | ---- |
| 141  | 141  | 127  | 147  | 159  | 188  | 175  | 171  | 159  |

| 1856 | 1861 | 1866 | 1872 | 1876 | 1881 | 1886 | 1891 | 1896 |
| ---- | ---- | ---- | ---- | ---- | ---- | ---- | ---- | ---- |
| 143  | 151  | 162  | 145  | 162  | 185  | 173  | 152  | 148  |

| 1901 | 1906 | 1911 | 1921 | 1926 | 1931 | 1936 | 1946 | 1954 |
| ---- | ---- | ---- | ---- | ---- | ---- | ---- | ---- | ---- |
| 157  | 156  | 154  | 134  | 121  | 121  | 131  | 115  | 81   |

| 1962 | 1968 | 1975 | 1982 | 1990 | 1999 | 2006 | 2007 | 2012 |
| ---- | ---- | ---- | ---- | ---- | ---- | ---- | ---- | ---- |
| 88   | 79   | 67   | 67   | 52   | 40   | 37   | 37   | 22   |

| 2017 | 2022 | - | - | - | - | - | - | - |
| ---- | ---- | - | - | - | - | - | - | - |
| 24   | 22   | - | - | - | - | - | - | - |

#### Pyramide des âges
La population de la commune est relativement âgée.
En 2018, le taux de personnes d'un âge inférieur à 30 ans s'élève à 16,7 %, soit en dessous de la moyenne départementale (31 %). À l'inverse, le taux de personnes d'âge supérieur à 60 ans est de 41,7 % la même année, alors qu'il est de 31,1 % au niveau départemental.
En 2018, la commune comptait 12 hommes pour 12 femmes, soit un taux de 50 % de femmes, légèrement inférieur au taux départemental (50,87 %).
Les pyramides des âges de la commune et du département s'établissent comme suit.
| Hommes | Classe d’âge | Femmes |
| ------ | ------------ | ------ |
| 0,0    | 90 ou +      | 0,0    |
| 8,3    | 75-89 ans    | 41,7   |
| 16,7   | 60-74 ans    | 16,7   |
| 41,7   | 45-59 ans    | 8,3    |
| 25,0   | 30-44 ans    | 8,3    |
| 0,0    | 15-29 ans    | 8,3    |
| 8,3    | 0-14 ans     | 16,7   |

| Hommes | Classe d’âge | Femmes |
| ------ | ------------ | ------ |
| 0,9    | 90 ou +      | 2,5    |
| 8,4    | 75-89 ans    | 11,7   |
| 20,4   | 60-74 ans    | 20,5   |
| 21,3   | 45-59 ans    | 20,3   |
| 16,8   | 30-44 ans    | 16,3   |
| 15,2   | 15-29 ans    | 13,2   |
| 17     | 0-14 ans     | 15,6   |

## Économie

### Emploi
| Division       | 2008  | 2013  | 2018  |
| -------------- | ----- | ----- | ----- |
| Commune        | 4,8 % | 0 %   | 0 %   |
| Département    | 6,3 % | 7,7 % | 7,7 % |
| France entière | 8,3 % | 10 %  | 10 %  |

En 2018, la population âgée de 15 à 64 ans s'élève à 12 personnes, parmi lesquelles on compte 83,3 % d'actifs (83,3 % ayant un emploi et 0 % de chômeurs) et 16,7 % d'inactifs,. Depuis 2008, le taux de chômage communal (au sens du recensement) des 15-64 ans est inférieur à celui de la France et du département.
La commune fait partie de la couronne de l'aire d'attraction du Puy-en-Velay, du fait qu'au moins 15 % des actifs travaillent dans le pôle,. Elle compte 5 emplois en 2018, contre 5 en 2013 et 9 en 2008. Le nombre d'actifs ayant un emploi résidant dans la commune est de 10, soit un indicateur de concentration d'emploi de 50,7 % et un taux d'activité parmi les 15 ans ou plus de 47,6 %.
Sur ces 10 actifs de 15 ans ou plus ayant un emploi, 3 travaillent dans la commune, soit 30 % des habitants. Pour se rendre au travail, 60 % des habitants utilisent un véhicule personnel ou de fonction à quatre roues, 30 % s'y rendent en deux-roues, à vélo ou à pied et 10 % n'ont pas besoin de transport (travail au domicile).

## Culture et patrimoine

### Lieux et monuments
- Le sommet de la Durande, qui culmine à 1 300 mètres d'altitude, est facilement accessible à pied par un chemin refait et balisé (interdit aux véhicules motorisés sur la dernière section de chemin). Une table d'orientation permet de reconnaitre la vue panoramique jusqu'aux départements limitrophes. On peut y apercevoir le mont Mézenc, la chaîne des volcans d'Auvergne (Puy de Dôme), voire plus loin encore selon la visibilité.
- Le col de Peyra Taillade (1 189 m) sur la RD 48 en limité Ouest de la commune, a été emprunté par le Tour de France pour la première fois en 2017 et classé en première catégorie du Grand prix de la montagne. Warren Barguil l'a franchi en tête.